# Haaksnavelkolibrie
De haaksnavelkolibrie (Eutoxeres aquila) is een 12-14 cm lange en 10-13 g zware kolibrie.

## Kenmerken
De haaksnavelkolibrie heeft groene bovendelen, gestreepte onderdelen en witte toppen aan de staartpennen. Het verenkleed is bij beide geslachten gelijk. Het meest karakteristieke kenmerk van deze vogel is wel de sterk omlaaggekromde snavel, waardoor hij onverwisselbaar is.

## Leefwijze
Met zijn snavel drinkt de haaksnavelkolibrie uit bloemen met een gebogen kroonbuis, met name planten uit het geslacht Heliconia. De vogel gaat hierbij op de bloem zitten, wat de meeste andere kolibries nooit doen. Hij plukt ook spinnen uit hun web en vangt insecten in de vlucht.
De haaksnavelkolibrie bouwt zijn komvormige nest van losjes gevlochten palmvezels en bevestigt dit met spinnenwebben aan de punt van een hangend blad.

## Verspreiding
De haaksnavelkolibrie is een standvogel, die voorkomt van zuidelijk Midden-Amerika tot noordwestelijk Zuid-Amerika.
De soort telt drie ondersoorten:
- E. a. heterurus: van zuidwestelijk Colombia tot westelijk Ecuador.
- E. a. aquila: van oostelijk Colombia tot noordelijk Peru.
- E. a. salvini: van oostelijk Costa Rica tot westelijk Colombia.